# Huxley (Teksas)
Huxley – miasto w Stanach Zjednoczonych, w stanie Teksas, w hrabstwie Shelby.